# Onde
onde (deutsch: Wellen) ist ein seit 1994 erscheinendes italienischsprachiges Kulturmagazin der Deutsch-Italienischen Studenteninitiative Onde e. V.
Es erscheint zweimal jährlich und behandelt neben italienbezogenen und klassischen Kulturthemen über Literatur, Kunst, Film und Musik Themen aus der italienischen Politik, Gesellschaft und Wirtschaft. Darüber veranstaltet onde Leserwettbewerbe. 
Die Mehrzahl der Artikel ist in italienischer Sprache verfasst. Jedem Artikel sind Vokabelhilfen schwieriger und ungewöhnlicher Wörter beigefügt, um das Textverständnis zu erleichtern. Die Artikel sind mit unterschiedlichen Schwierigkeitsgraden versehen, um das Erlernen der Fremdsprache verschiedener Kenntnisstufen zu fördern.
Die Auflage beträgt laut Eigenangabe des Verlages 1.500 Exemplare.
Im September 2016 wurde onde der Deutsch-Italienische Kulturpreis der Vereinigung Deutsch-Italienischer Gesellschaften (VDIG) verliehen. Die VDIG zeichnet damit Einzelpersonen oder Vereine aus, die sich besonders um die Völkerverständigung und die zwischenstaatlichen kulturellen Beziehungen verdient machen.